# Toyota Motor Manufacturing Turkey

Logo des Unternehmens Toyotasa

Toyota Motor Manufacturing Turkey Inc. ist ein türkischer Automobilhersteller mit Sitz in Adapazarı, Sakarya und eine Tochtergesellschaft der Toyota Motor Corporation.

## Geschichte
Das Unternehmen wurde 1990 mit dem Namen Toyotosa als Joint-Venture von Toyota, der Sabancı Holding und der japanischen Mitsui Bussan gegründet. Toyota hatte zunächst einen Anteil von 40 %.
Im Jahr 1994 wurde die Produktion aufgenommen.
Die Teilung in eine Vertriebs- und eine Produktionsgesellschaft erfolgte 2000. Gleichzeitig erfolgte eine Umbenennung in Toyota Sabanci Motor Manufacturing Turkey Inc., was ein Jahr später in Toyota Motor Manufacturing Turkey Inc. geändert wurde. Im Jahr 2002 übernahm Toyota den Anteil von Sabancı und besitzt seither 90 % des Unternehmens.
Auf diese Umstrukturierung folgte eine erhebliche Produktionssteigerung. Im Jahr 2002 begann außerdem der Export von Fahrzeugen auf den europäischen Markt.
TMMT hatte im Jahr 2014 rund 3300 oder 3500 Mitarbeiter.

## Modelle
Produziert werden die Modelle Corolla (seit 1994), Corolla Verso (seit 2004 oder 2007), Auris (seit 2009) und Yaris.
Im Jahr 2009 wurde das einmillionste Fahrzeug produziert.
Seit 2016 wird der Toyota C-HR produziert.